# Spermophilopsis leptodactylus
Spermophilopsis leptodactylus es una especie de roedor de la familia Sciuridae.

## Distribución geográfica
Se encuentran en Afganistán, Irán, Kazajistán, Tayikistán, Turkmenistán, Uzbekistán.